# Carl Beisbarth jun.

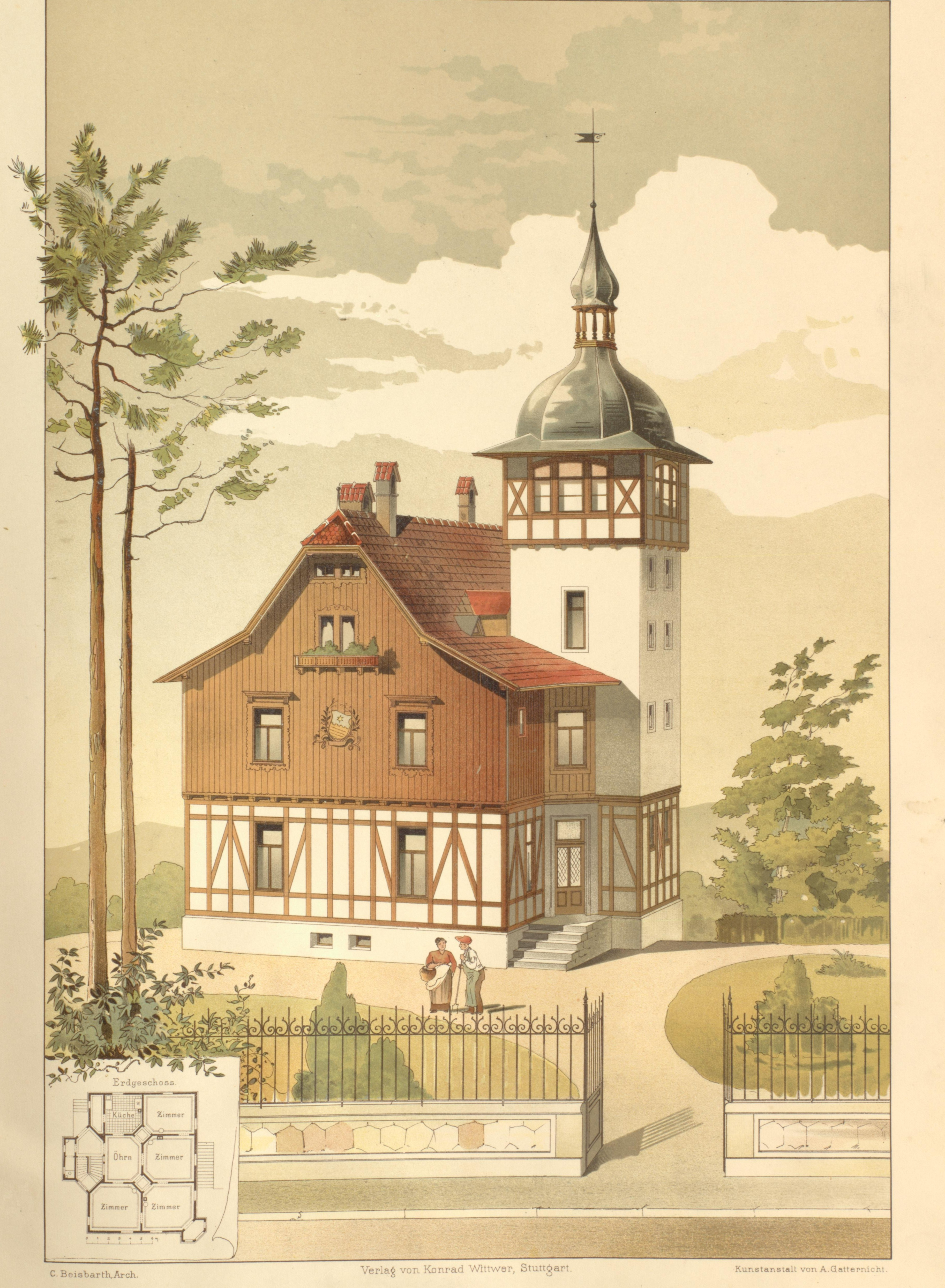
Wohn- und Landhaus des Kassiers Baur von Carl Beisbarth jun., 1895.

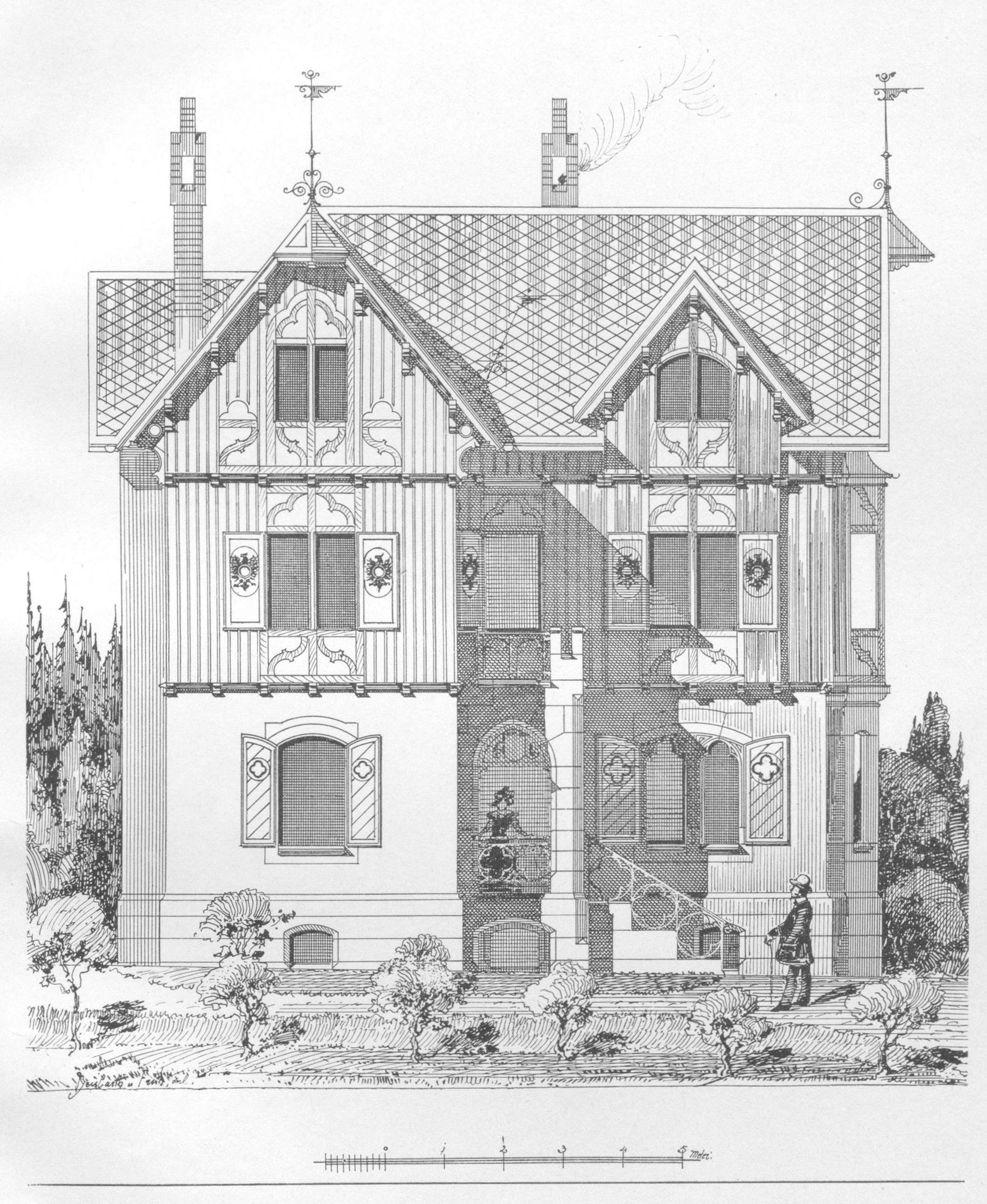
Landhaus des Fabrikanten C. Gross von Carl Beisbarth jun., 1898.

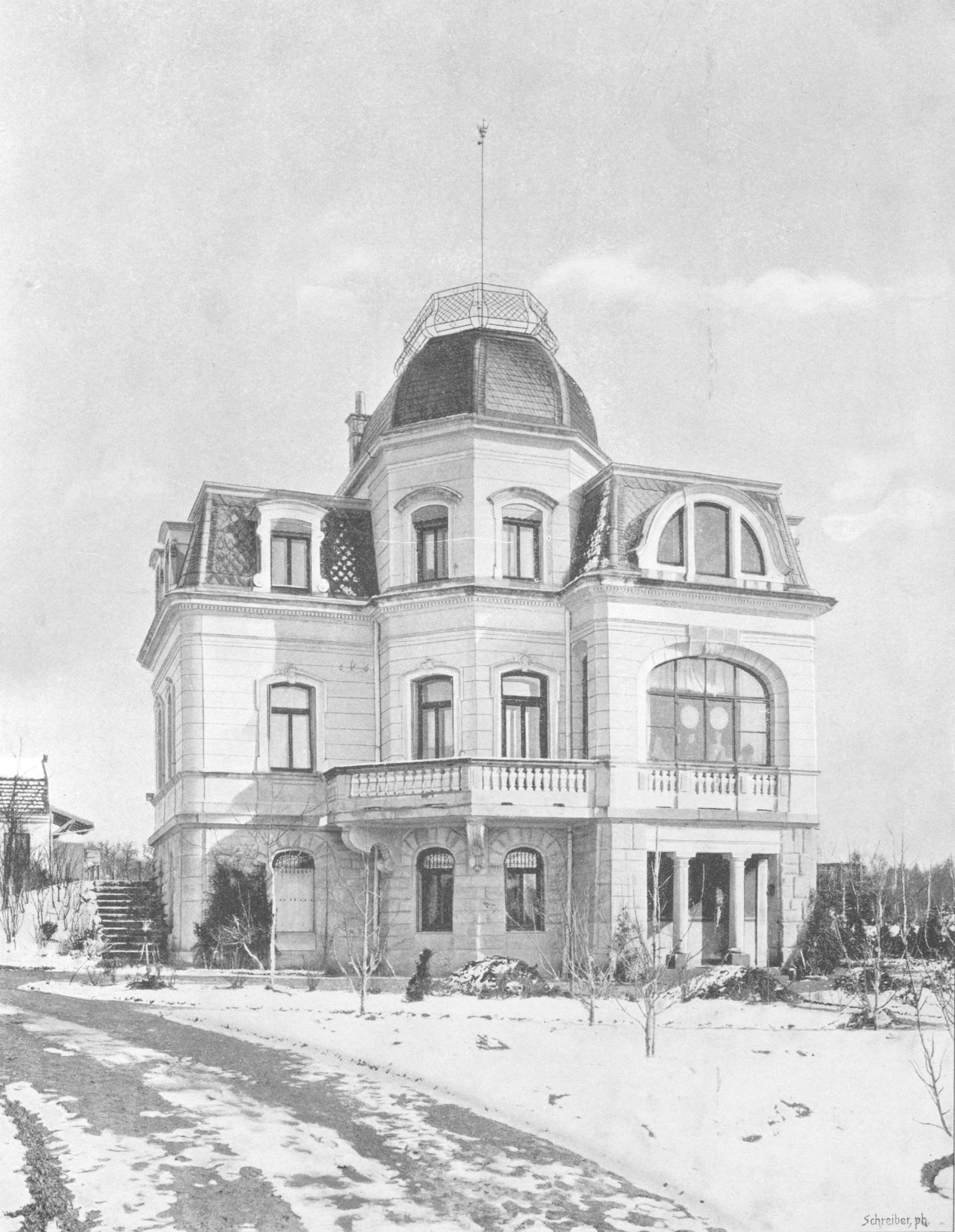
Doppelwohnhaus von Carl Beisbarth jun. und Jakob Früh, Hölderlinstraße 27/29, 1898, nicht erhalten.

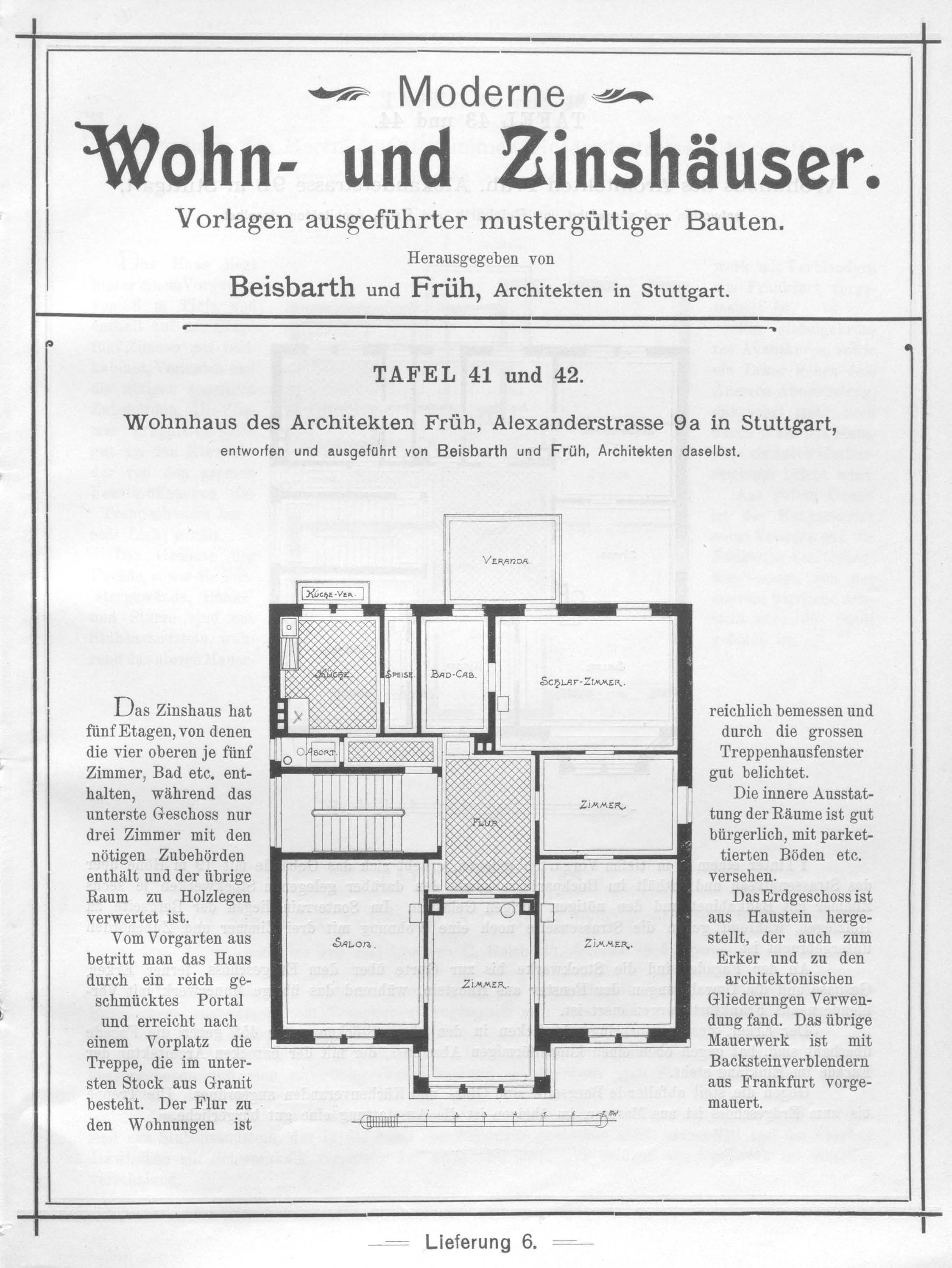
Titelblatt der 6. Lieferung des Vorlagenwerks von Beisbarth und Früh.

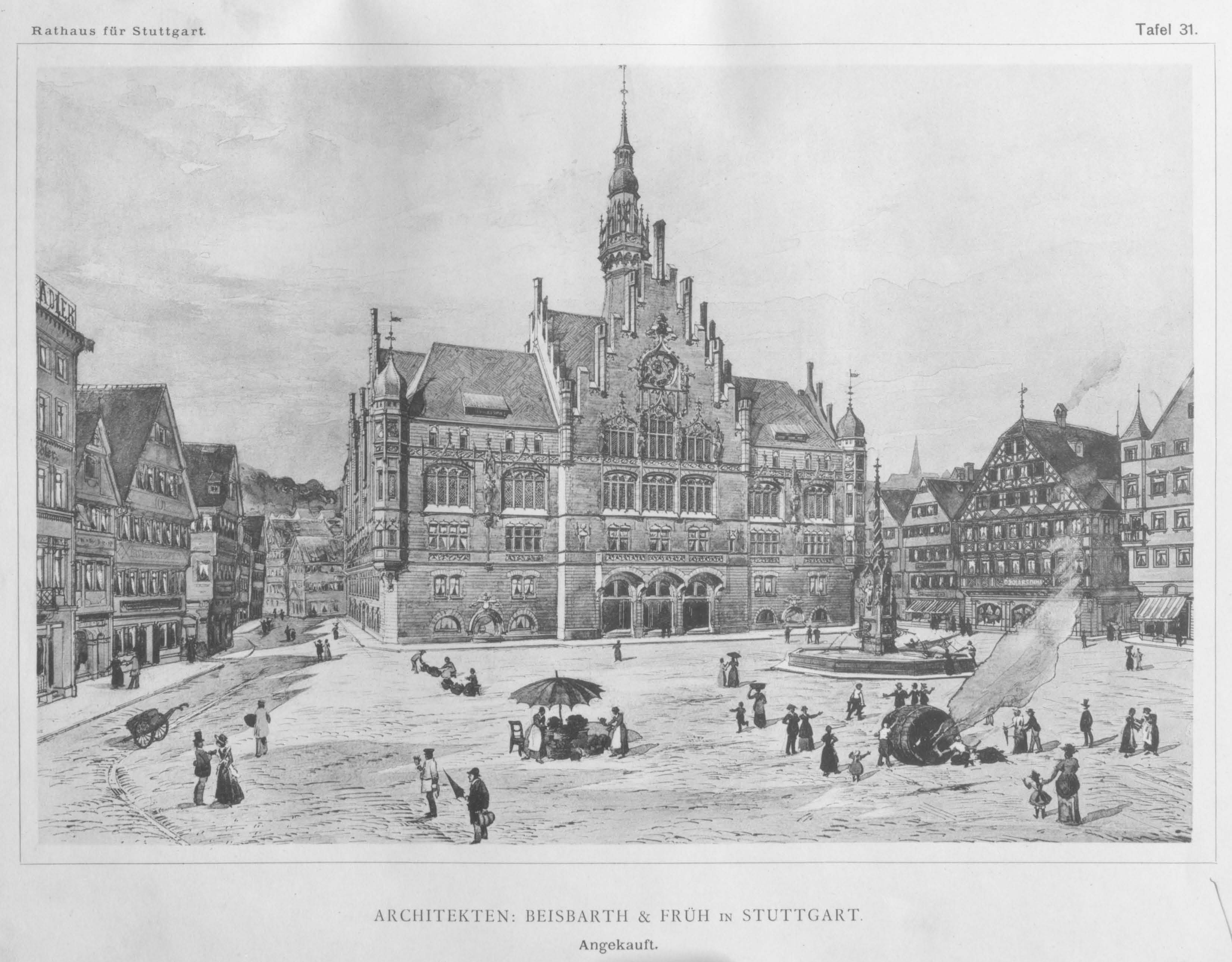
Entwurf für das Stuttgarter Rathaus von Carl Beisbarth jun. und Jakob Früh, 1895.

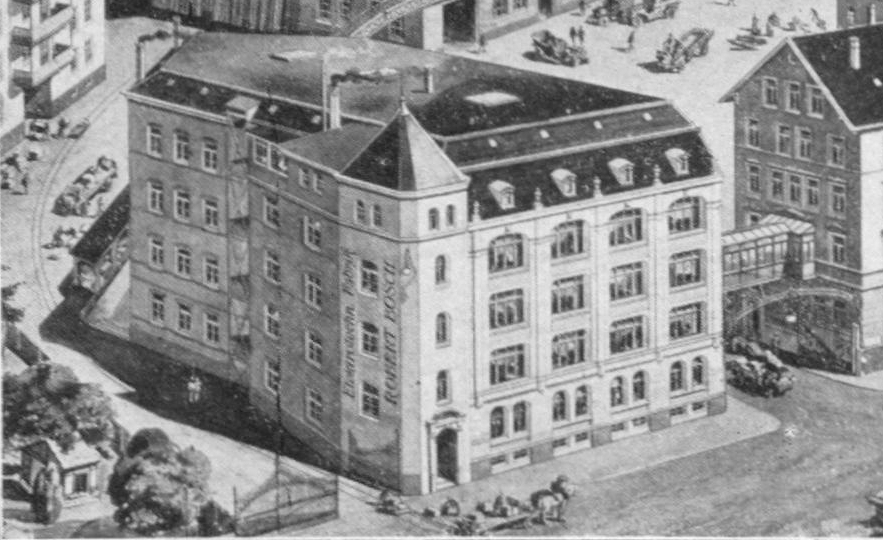
Bosch-Fabrik in der damaligen Hoppenlaustraße 11 in Stuttgart, 1906.

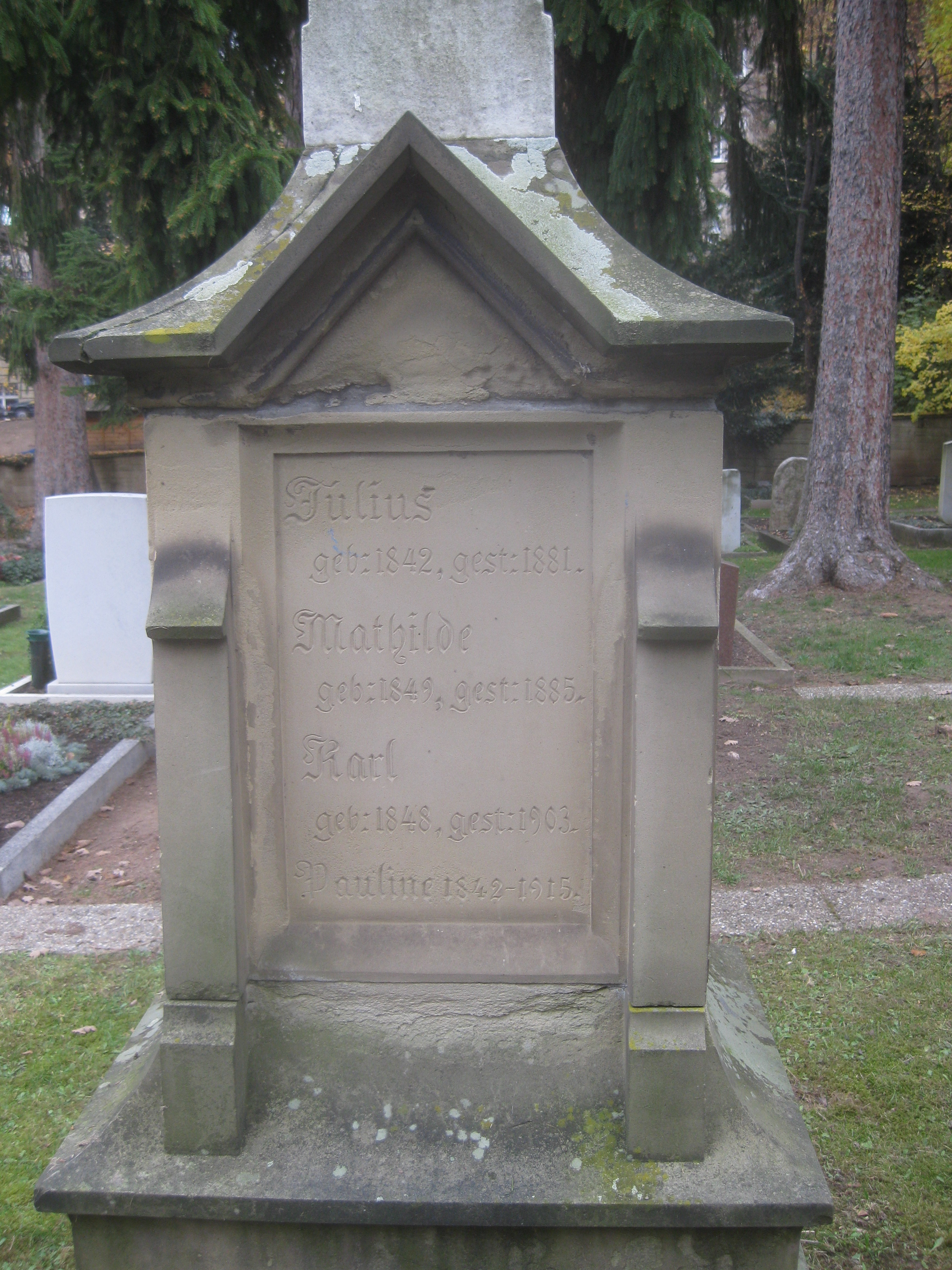
Grab der Familie Beisbarth auf dem Fangelsbachfriedhof in Stuttgart.

Carl Friedrich Gottlob Beisbarth (* 7. Februar 1848 in Stuttgart; † 30. August 1903 in Stuttgart) war ein württembergischer Architekt von regionaler Bedeutung, der in Stuttgart Privatbauten im historistischen Stil errichtete. Sein Vater Carl Beisbarth sen. wirkte ebenfalls als Architekt.

## Leben
Beisbarth jun. war das vierte Kind des Architekten Carl Beisbarth sen. (1809–1878) und seiner Frau Karoline Beisbarth geb. Schwarz (1822–1887). Er wurde in Stuttgart in der Tübinger Straße 19 geboren, wo die Familie ein eigenes Haus bewohnte. Er hatte fünf Schwestern und zwei Brüder, von denen Carl Julius Beisbarth (1844–1881) ebenfalls den Architektenberuf ergriff.

### Ausbildung und Berufsleben
Über Beisbarths Kindheit und Jugend ist nichts überliefert. 1858 zog die Familie Beisbarth in eine Mietwohnung in der Hauptstätter Straße 61, die auch Carl bis 1876 bewohnte. Er studierte am Polytechnikum in Stuttgart, wo er wahrscheinlich seinen späteren Schwager und Kompagnon, den vier Jahre älteren Richard Nübling kennenlernte, möglicherweise auch durch seine Mitgliedschaft in der Burschenschaft Ghibellinia, die Nübling 1862 mitbegründet hatte. 1870 nahm er am Deutsch-Französischen Krieg teil, aus dem er unverletzt zurückkehrte. Nach dem Krieg unternahm er eine längere Bildungsreise nach Italien, bevor er sich in Stuttgart als Architekt niederließ.
1875 firmierten Carl Beisbarth sen. und seine Söhne Carl und Julius, mit denen er ein „architektonisches Atelier“ betrieb, unter dem Namen „Carl Beisbarth und Söhne“ im Stuttgarter Adressbuch. Bereits im Adressbuch des nächsten Jahres wurden Carl Beisbarth sen. und jun., beide mit dem Beruf Architekt, getrennt geführt, aber unter der gleichen Adresse. Offenbar wollte sich Carl als selbständiger Architekt etablieren. Bereits im nächsten Jahr 1877 zieht er in eine eigene Wohnung in die Sophienstraße 18, wo er bis zum Tod seines Vaters im Jahr 1878 wohnt. Es ist anzunehmen, dass er bis zum Tod des Vaters auch mit ihm zusammengearbeitet hat.
Beim Neubau der Landesbibliothek in den Jahren 1878–1886 wurde Beisbarth als Bauleiter beschäftigt. 1884 oder 1885 wurde er als Bauinspektor in den höheren württembergischen Staatsdienst übernommen, möglicherweise auf Grund seiner erfolgreichen Bauleitertätigkeit. Er arbeitete jedoch auch weiterhin als freier Architekt, teilweise zusammen mit Richard Nübling bzw. Jacob Früh.

### Beisbarth und Lusthaus
Als nach dem Brand des zum Theater umgebauten Neuen Lusthauses 1902 eine Diskussion geführt wurde, was mit der Ruine geschehn soll, schrieb Carl Beisbarth jun. den Artikel Das Lusthaus und seine Erbauer Georg Beer und Heinrich Schickard. Er identifizierte die von seinem Vater festgehaltenen an herausragenden Stellen des Lusthauses platzierten Büsten – Georg Beer am vorderen Giebel und die Figur am Treppenhausgiebel als Heinrich Schickhardt – die um 1592 entstanden sein mussten. Beer (* 1527) war damals 65 und Schickhardt (* 1558) 34, was vollkommen den dargestellten Personen entsprach. Beisbarth forderte – wie einige andere an der Geschichte und Kunst interessierte Würtemberger – das Lusthaus wiederaufzubauen; „Das angeführte giebt von der geistvollen Anlage des Bauwesens einen Begriff, das mit vollem Recht als ein Dokument deutscher Kunst genannt werden kann; es verdient in der That der Nachwelt überliefert zu werden. Dies sollte für uns Schwaben nicht nur eine Herzens- und Gefühlsangelegenheit sein, nein, es sollte geradezu als Ehrensache angesehen werden, den auf uns lastenden Vorwurf des Vandalismus durch Wiederaufbau des Gebäudes zu entlasten. Daß dieser Wiederaufbau möglich ist, geht unzweifelhaft aus den gewissenhaften Aufnahmen meines Vaters hervor, zu denen noch die zahlreichen Ueberreste, die bei dem Wiederaufbau unbedingte Verwendung finden müßten, das ihrige beizutragen vermögen.“

### Lebensende
Von 1884 bis zu seinem Tod wohnte Beisbarth in der Sophienstraße 2 A. Er war nicht verheiratet und starb im Alter von 55 Jahren am 30. August 1903. Er wurde im Grab seiner Eltern auf dem Fangelsbachfriedhof in Stuttgart bestattet.

## Werk
Beisbarth betätigte sich hauptsächlich als Architekt von Privatbauten. Öffentliche oder sakrale Bauwerke hat er nicht errichtet. Zwei Fälle sind bekannt, in denen er an Wettbewerben für den Bau einer Kirche bzw. eines Rathauses teilnahm:
- 1885 beteiligte er sich an der Kirchenbaukonkurrenz München St. Paul. Sein neuromanischer Entwurf gehörte zwar zu den vier prämierten Beiträgen, wurde aber nicht gebaut.[11]
- 1895 nahm die Sozietät Beisbarth & Früh an dem Oeffentlichen Wettbewerb für Entwürfe zu einem neuen Rathaus in Stuttgart teil. Von 202 eingesandten Beiträgen wurden sieben preisgekrönt und sechs angekauft. Zu den angekauften Beiträgen gehörte auch der Entwurf von Beisbarth & Früh sowie der einzige andere Stuttgarter Beitrag von L. Eisenlohr & C. Weigle.[12]

### Selbständige Werke
Die beiden ersten datierten Gebäude von Beisbarth wurden im Jahre 1890 erbaut:
- Ein großes fünfstöckiges, am Hang gelegenes Eckmietshaus in Stuttgart, an der Ecke Heusteigstraße 46/48 und  Sophienstraße 2.[13]
- Eine repräsentative, dreistöckige Villa des Fabrikanten C. Gross in der sogenannten „Villenkolonie“ im damaligen Höhenluftkurort Degerloch in der Nägelestraße 10.[14]

Insgesamt baute Beisbarth mindestens vier Gebäude allein, eines zusammen mit Richard Nübling und elf zusammen mit Jakob Früh.

### Beisbarth & Nübling
Der Ingenieur Richard Nübling (1844–1908) heiratete 1873 Beisbarths Schwester Maria Luise Beisbarth (1845–1886). Ab 1873 wohnte er mit seiner Familie in Hopfgarten in Tirol und spätestens ab 1880 in Ulm. Im Jahr 1891 kehrte er wieder nach Stuttgart zurück.
Es ist nicht überliefert, wie lange die Architektengemeinschaft Beisbarth & Nübling bestand. Das einzige bekannte Gebäude, das Beisbarth und Nübling zusammen bauten, ist das Wohn- und Landhaus des Majors von Luck in Stuttgart-Degerloch von 1893.

### Beisbarth & Früh

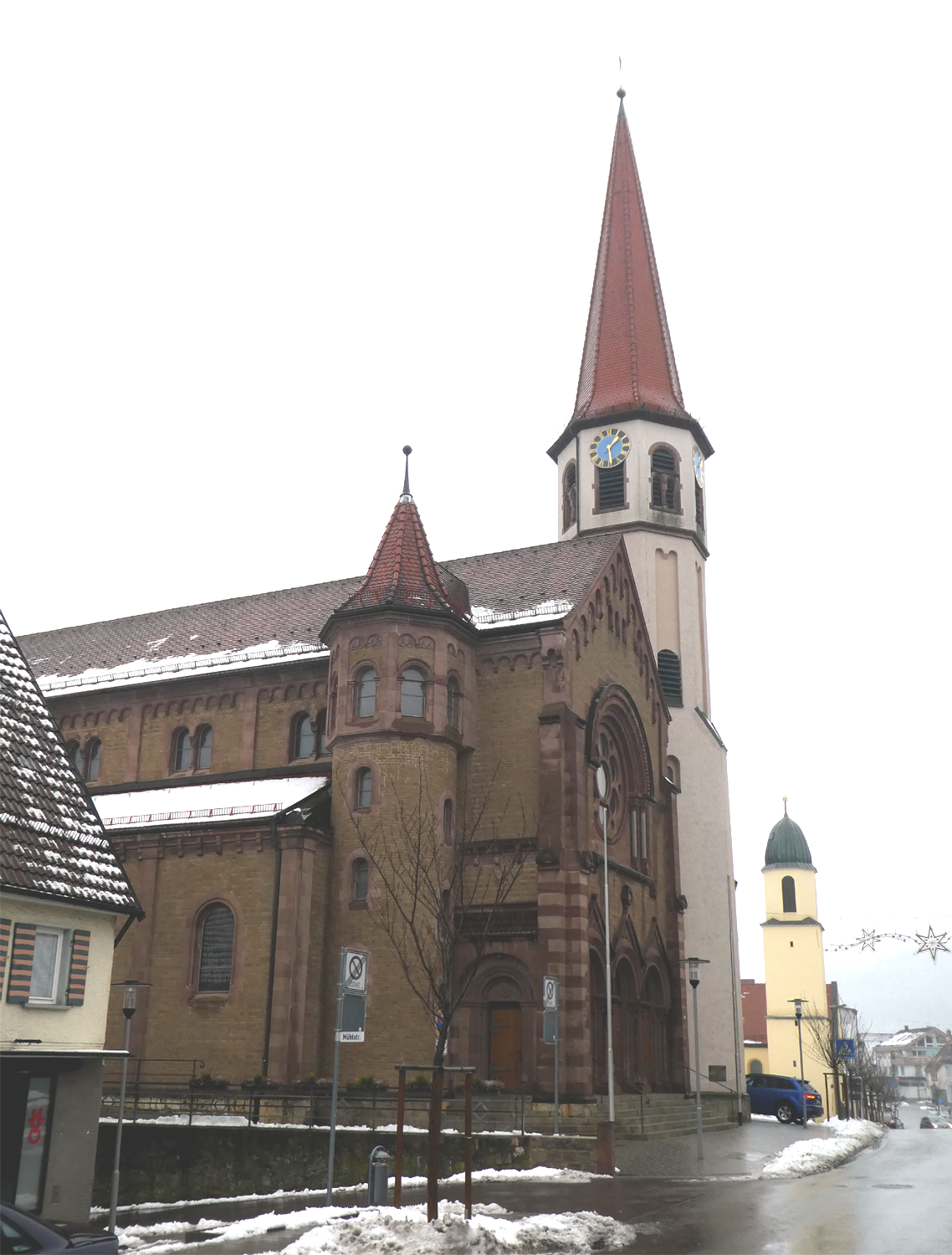
St. Peter und Paul in Oberkochen

Es ist nicht bekannt, unter welchen Umständen der St. Gallener Jacob Früh (1867–1937) nach Stuttgart kam. Möglicherweise studierte der um fast 20 Jahre jüngere Früh wie Beisbarth am Polytechnikum und blieb anschließend in Stuttgart. Mit Früh zusammen hatte Beisbarth von 1898 bis zu seinem Tod ein gemeinsames Büro, zuerst in der Fritz-Elsas-Straße 32, ab 1900 in der Leuschnerstraße 13. Sie bauten zusammen mindestens elf Privathäuser in Stuttgart und waren für die Entwürfe der im Jahr 1900 eingeweihten neoromanischen St.-Peter-und-Paul-Kirche in Oberkochen verantwortlich.
1901 bauten Beisbarth und Früh in der Hoppenlaustraße 11 das erste Stahlbetongebäude in Stuttgart, das gleichzeitig das erste Fabrikgebäude von Robert Bosch war. Das Gebäude befand sich im heutigen Bosch-Areal und ist nicht mehr vorhanden.
Von 1898 bis 1900 gaben Beisbarth und Früh zusammen ein Tafelwerk mit „Vorlagen ausgeführter mustergültiger Bauten“ heraus (siehe Abbildung). Die Reihe bestand aus 12 Lieferungen mit insgesamt 96 großformatigen Tafelabbildungen. Jedes der 48 Objekte wurde im Textteil beschrieben sowie mit einem Grundriss und jeweils einem ganzseitigen Foto und Aufriss vorgestellt. Die Sammlung wurde dominiert von Stuttgarter Bauten (42 von 48), und von den Stuttgarter Bauten waren neun von Beisbarth, Beisbarth & Früh bzw. Beisbarth & Nübling. Sowohl das Werk selbst als auch die gezeigten eigenen Bauten dienten gewiss auch der Werbung für die Architektengemeinschaft Beisbarth & Früh.

## Rezeption
Das Allgemeine Künstlerlexikon (AKL) widmet nur dem Vater einen Artikel und erwähnt dessen beide Söhne Carl Julius Beisbarth und Carl Friedrich Gottlob Beisbarth mit ihren Lebensdaten und ihrem Beruf als Architekt.
Der bedeutende Stuttgarter Architekt Christian Friedrich von Leins urteilte über Carl Beisbarth: „Carl ist ein sehr talentvoller tüchtiger Mann, dem, wie ich glaube, die Sache wohl anvertraut werden kann.“
In Stuttgart zeugen noch ein Dutzend erhaltene Privatgebäude von Beisbarths Schaffen. Obwohl er einen großen Teil der Häuser zusammen mit seinem Kollegen JaKob Früh errichtete, wurde er nicht wie dieser mit einem Artikel im Allgemeinen Künstlerlexikon (AKL) bedacht. Der fast zwanzig Jahre jüngere Früh erbaute auch große öffentliche Gebäude und Fabrikbauten in Stuttgart, darunter zahlreiche Verwaltungs- und Fabrikbauten für Robert Bosch, den Wilhelmsbau und das ehemalige Robert-Bosch-Krankenhaus.

### Leben
- Adressbücher der Stadt Stuttgart.
- NN: Beerdigung [Nachruf auf Carl Beisbarth jun.] In: Schwäbische Kronik Nr. 403 vom 3. September 1903, Mittagsblatt, S. 1.

### Werke
- Karl Beisbarth; Jakob Früh: Moderne Wohn- und Zinshäuser. Vorlagen ausgeführter mustergültiger Bauten. Ravensburg [1898–1900], Tafel 19–20, 23–26, 31–32, 41–44, 47–48, 55–56, 61–62.
- Christine Breig: Der Villen- und Landhausbau in Stuttgart 1830–1930. Ein Überblick über die unterschiedlichen Umsetzungen und Veränderungen des Bautypus Villa in Stuttgart, Stuttgart 2004, Seite 298–299, 504–506, 515.
- Wilhelm Kick (Herausgeber): Konkurrenz-Entwürfe für ein Rathaus in Stuttgart, Stuttgart [1895]. (online)
- André Lambert; Eduard Stahl: Moderne Villen und Landhäuser in Holz und Stein. Details, Innenansichten, Grundrisse, Stuttgart 1895, Tafel 17. –  Titelblatt ohne Jahr, handschriftlich: „[1898]“.
- (R.): Die Münchener Kirchenbaukonkurrenz. In: „Kunstchronik: Wochenschrift für Kunst und Kunstgewerbe“ 20/1885, Sp. 605–606 (online).
- Albert Raff (Redaktion): Degerloch 2000. Damals & heute [900 Jahre Degerloch, Begleitbuch zur Jubiläumsfeier], Stuttgart 2000, Seite 33.
- Siegfried Schoch; Frank Nopper: Liebes altes Degerloch. Ein Heimatbuch für Degerloch mit Sonnenberg, Stuttgart 1985, Seite 217.
- Landeshauptstadt Stuttgart, Amt für Stadtplanung und Stadterneuerung, Untere Denkmalschutzbehörde (Herausgeber): Liste der Kulturdenkmale, Unbewegliche Bau- und Kunstdenkmale, Stand 25. April 2008 – nach Stadtbezirken, Stuttgart 2008 (PDF; 501 kB).

### Nachweise
- Nicola Buhl: Früh, Jacob. In: Allgemeines Künstlerlexikon. Die Bildenden Künstler aller Zeiten und Völker (AKL). Band 45, Saur, München u. a. 2005, ISBN 3-598-22785-X, S. 497.
- Axel Burkarth: Beisbarth, Carl Friedrich. In: Allgemeines Künstlerlexikon. Die Bildenden Künstler aller Zeiten und Völker (AKL). Band 8, Saur, München u. a. 1993, ISBN 3-598-22748-5, S. 339.
- Elisabeth Nau: Der Betstuhl des Grafen Eberhard V. in der Amanduskirche zu Bad Urach, München 1986.

### Archive
- München, Technische Universität, Architekturmuseum
  - Entwurf für die Kirchenbaukonkurrenz München St. Paul, Signatur: bei-1-1 bis bei-1-9 mediatum.ub.tum.de.
- Stuttgart, Stadtarchiv
  - Familienregister der Stadt Stuttgart, Band 1, Blatt 324 (Großvater Johann Christoph Beisbarth), Band 10, Blatt 879 (Carl Beisbarth sen.), Band 27, Blatt 671 (Richard Nübling).
  - Sterberegister der Stadt Stuttgart 1903, Nr. 2375 (Karl Friedrich Gottlob Beisbarth).